# Agurain
Agurain (en castellà Salvatierra, nom oficial Agurain/Salvatierra) és un municipi d'Àlaba, de la Quadrilla de Salvatierra. Inclou els llogarrets d'Alangua, Arrizala, Egileor, Iturrieta i Opakua. Limita al nord amb Donemiliaga, al sud amb Bernedo i a l'oest amb Iruraitz-Gauna i Arratzu-Ubarrundia.
Des del 13 de juny de 2013, la seua capital és al nucli d'Agurain.

## Personatges cèlebres
- Evaristo Páramos (1960): cantant punk, de grups com La Polla Records i Gatillazo.
- Adolfo Madinabeitia (1959): escalador.
- Pablo Barrio (1958): escriptor en basc.
- Joseba Azkárraga Rodero (1950): polític del Govern Basc. Actual Conseller basc de Justícia. Ex diputat.
- Juan Santiago Aramburu (1860-1937): pianista.
- Pedro Pablo Uriarte (1765-1808): mariner.
- Juan Álvarez de Eulate (1683-1755): inquisidor general de la Cort i bisbe.
- Dionisio Preciado, Padre Pío de Salvaterra (1919): sacerdot, organista, musicòleg i compositor.
- Pedro Lope de Larrea (1546-1623): escultor.
- Sancho Ochoa de Chinchetru (siglo XVI): fou governador i capità general de Puerto Rico. Proposat com a virrei de Navarra. Va morir abans d'accedir al càrrec.
- Alejo Sesé.
- A Agurain es formà el grup punk La Polla Records.
- Marcos Sagasti mestre de començaments del segle xx.